# Jacques Dieterlen
Pour les articles homonymes, voir Dieterlen.
Œuvres principales
Le Chemineau de la montagne (1938)

Honeck. Histoire de soldats (1946)
Jacques Dieterlen est un journaliste, écrivain et dessinateur français né à Cannes (Alpes-Maritimes) le 28 novembre 1893 et mort à Gérardmer (Vosges) le 24 novembre 1959. Il est connu pour avoir voué sa plume à la cause du ski en France dans les années 1930.

## Biographie
Jacques Dieterlen dit être « né par erreur dans le Midi » après que ses parents alsaciens ont opté pour la France à la suite de la guerre de 1870. À vingt-ans, alors qu'il fait son service militaire au 168e régiment d'infanterie, le sergent Dieterlen est happé par la Grande Guerre. Grièvement blessé le 10 avril 1915 au cours des combats du Bois le Prêtre (Meurthe-et-Moselle), il est amputé du bras droit et tire de ce drame les éléments de son premier roman : Le Bois le Prêtre (1917). Mutilé de guerre, Jacques Dieterlen se porte volontaire pour diriger le Foyer du soldat du col du Collet (Vosges) où il découvre le ski dont il devient vite un adepte inconditionnel.
Après l'Armistice de 1918 et la parution d'un nouveau livre : Le Mystère des Vieux Territoriaux, il redevient Alsacien : il s'installe à Strasbourg (Bas-Rhin) où il poursuit des études juridiques ; il obtient son diplôme de bachelier en droit en juin 1921.
Pendant l'entre-deux-guerres, il mène une carrière d'écrivain parallèlement à son métier de publiciste ; il crée deux revues : La Navigation du Rhin (1922) et La Revue du ski (1930) et fait paraître huit nouveaux ouvrages, parmi lesquels Le Chemineau de la montagne (1938) qui marque un des sommets de la littérature alpine.
Après la débâcle de juin 1940, Jacques Dieterlen se retire à Gérardmer (Vosges) où il administre un hôtel de famille : Le Grand Hôtel et Hôtel de la Poste. Si son dernier roman : Honeck. Histoire de soldats (1946) est récompensé du prix Erckmann-Chatrian, les paysages des Hautes-Vosges, et notamment les crêtes du Hohneck, lui inspirent une nouvelle activité à laquelle il se consacre désormais entièrement : le dessin au crayon de couleur.

### Le journaliste et le publiciste
Dès 1919, Jacques Dieterlen est rédacteur en chef du Journal de Schlestadt. Puis, à la demande de la Chambre de commerce de Strasbourg, il fonde en novembre 1922, une revue technique, économique et juridique : La Navigation du Rhin, qu'il dirige jusqu'en 1939.
Sous l'impulsion d'Adolphe Schlumberger, alors président de la Fédération des Skieurs des Vosges, il crée le 1er janvier 1930 la première revue française dédiée au seul sport du ski : La Revue du ski. Cette revue de l'activité internationale du ski devient l'année suivante, et jusqu'en 1939, l'organe de publications officielles de la Fédération Française de Ski. La Revue du ski cesse définitivement son activité le 2 septembre 1939, date de l'évacuation des populations civiles de Strasbourg. En dix ans d'existence, quatre-vingt-dix-sept numéros de La Revue du ski sont publiés ; les articles signés par Jacques Dieterlen et de nombreux autres contributeurs restent une source irremplaçable sur le développement du ski et des sports de montagne, tant en France qu'à l'étranger.

### L'écrivain «chantre de la neige» et le directeur de collection
Par-delà ses articles concernant l'actualité du ski, Jacques Dieterlen publie, entre 1934 et 1938, un manuel à l'usage des skieurs mais surtout cinq romans dont les protagonistes sont des skieurs, notamment Le Skieur à la lune, premier exemple du genre en France. Procédant par opposition de rythme, il fait alterner des textes profonds et graves (Le Skieur à la lune ; Le Chemineau de la montagne) et des œuvres fantaisistes et légères (Cyprienne ou la skieuse au soleil ; Ski de printemps). Jacques Dieterlen ne considère pas le ski comme un sport mais comme quelque chose de supérieur qu'aucun exercice physique ne peut égaler : « c'est un idéal parfait pour celui qui sait donner à ce mot le sens absolu qui lui est dû ». C'est ce que révèle tout particulièrement Le Chemineau de la montagne, la biographie de Léon Zwingelstein qui paraît en novembre 1938 avant d'être rééditée en 1943, 1950, 1951 et 1996.
De 1936 à 1946, Jacques Dieterlen dirige la collection « La Vie en montagne » aux éditions Flammarion ; sous sa direction paraissent neuf ouvrages, dont le premier roman de Roger Frison-Roche : L'Appel du Hoggar (1936).

### Le dessinateur et l'esthète
Au mitan de la Seconde Guerre mondiale, Jacques Dieterlen délaisse peu à peu la plume au profit du crayon de couleur. Jusqu'à sa mort en 1959, il dessine ainsi près de deux cents paysages des Hautes-Vosges avec la patience d'un miniaturiste. En février 1987, cinquante-sept de ses œuvres graphiques font l'objet d'un legs au musée Pierre-Noël de Saint-Dié-des-Vosges. Durant les cinq dernières années de sa vie, il réalise aussi une cinquantaine de sculptures et luminaires composés de racines issues de la forêt vosgienne.

### Vie privée
Jacques Dieterlen épouse Germaine Reiterhart à Reims le 30 août 1920.

### Distinctions
- En août 1915, il reçoit la Croix de guerre avec palme et la Médaille militaire[9]
- En septembre 1932, il est nommé chevalier de la Légion d'honneur
- En novembre 1947, il est lauréat du prix Erckmann-Chatrian ("le Goncourt lorrain") pour son roman : Honeck. Histoire de soldats
- En juin 1966, la Fédération Française de Ski lui décerne à titre posthume la médaille d'or de la reconnaissance du ski français, en tant qu'écrivain de la montagne et historien du ski d'avant-guerre

## Œuvres littéraires
- Le Bois le Prêtre. Octobre 1914 - Avril 1915 (dessins d'après nature par Maurice-Sébastien Laurent), Paris, Hachette et Cie, 1917
- Le Mystère des vieux territoriaux, Paris, Berger-Levrault, 1918
- Le Roman de la cathédrale, Paris, Librairie Plon, 1926
- Petite introduction à la vie strasbourgeoise, Strasbourg, Imprimerie Muh, 1927 (pamphlet édité à 310 exemplaires sous le voile de l'anonymat)
- Le Skieur à la lune, Strasbourg, Éditions de la Revue du ski, 1934
- Cyprienne ou la Skieuse au soleil, Strasbourg, Éditions de la Revue du ski, 1935
- Les Fils de la neige. Histoires de skieurs, Strasbourg, Éditions de la Revue du ski, 1936
- Le Ski pour tous. Ce que tout skieur doit savoir (en collaboration avec André Hermann, moniteur-chef diplômé de la FFS), Paris, Flammarion, coll. « La Vie en montagne », 1937
- Ski de printemps, Paris, Flammarion, coll. « La Vie en montagne », 1937 (ouvrage réédité en italien sous le même titre (traduction d'Alberto Sciamplicotti, préface de Giorgio Daidola, postface de Paolo Ascenzi), Rome, edizioni del Gran Sasso, 2019)
- Le Chemineau de la montagne (préface de Henry Ripert), Paris, Flammarion, coll. « La Vie en montagne », 1938 (ouvrage réédité sous le titre Léon Zwingelstein, le chemineau de la montagne (introduction de Sylvain Jouty), Paris, Arthaud, coll. « Sans limites », 1996)
- Honeck. Histoire de soldats, Paris, Flammarion, coll. « La Vie en montagne », 1946
- Lettres de soldat (lettres de Jacques Dieterlen à son "cher papa", présentées et annotées par Daniel Semblat), Fouday, L'Écritoire, 2010